# Zdzisław Krzyszkowiak

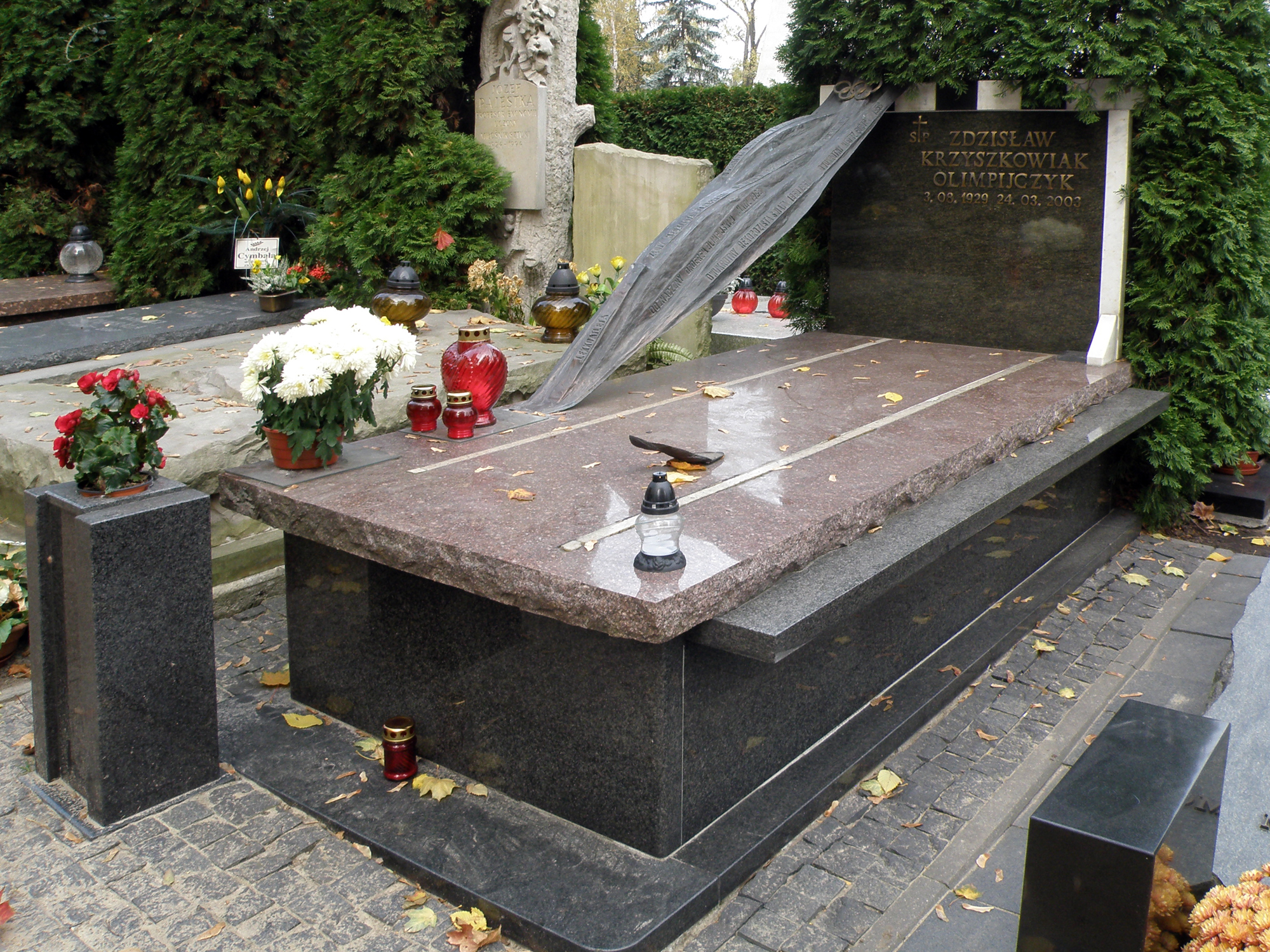
Hrob Zdzisława Krzyszkowiaka

Zdzisław Ludwik Krzyszkowiak (3. srpna 1929 Wielichowo – 24. března 2003, Varšava) byl polský atlet, olympijský vítěz v běhu na 3000 metrů překážek, v němž také dvakrát překonal světový rekord. Byl i dvojnásobným mistrem Evropy, mistrem Polska v běhu na 3000 m překážek (1953), na 5000 metrů (1955-1959) a 10 000 metrů (1960).

## Sportovní kariéra
Narodil se ve městě Wielichowo ve Velkopolském (dříve Poznaňském) vojvodství.
K atletice se dostal, když mu učitel tělocviku na střední škole vyhrožoval pětkou, pokud se nezúčastní náborového masového běhu. Krzyszkowiak se ho zúčastnil a zvítězil v něm.
Jeho životopis je nepřetržitou řadou zranění a nemocí, z nichž se však vždy dokázal vzchopit a dosáhnout na nejvyšší možné sportovní úspěchy.
Už v roce 1954 toužil po účasti na atletickém mistrovství Evropy v Bernu, ale vyřadilo ho zranění, projevující se ostrou bolestí v boku. Když byla konečně po osmi měsících stanovena správná diagnóza přetrženého úponu břišního svalu a zahájena léčba, byla již sezóna ztracena.
Na své první olympiádě v Melbourne v roce 1956 startoval nejdříve v běhu na 10 000 metrů - 4. místo v novém polském rekordu bylo velmi příjemným překvapením. Potom postoupil z rozběhu na 3000 metrů překážek, do finále však kvůli zranění nenastoupil - v cílové rovince rozběhu, když už měl postup v podstatě jistý, zvolnil a v závěru se na něj dotáhl Američan Deacon Jones, který na poslední překážce upadl a srazil i Krzyszkowiaka. Ten se ještě zvedl a doběhl na postupovém místě, ale finále už schopen běžet nebyl.
V roce 1958 už asistoval svému krajanovi Jerzymu Chromikovi u jeho světového rekrodu na 3000 metrů překážek (8:32,0 v utkání Polsko-USA 8. 8. 1958 ve Varšavě). Zaběhl výborný čas 8:33,6, ale pro nadcházející mistrovství Evropy dal přednost hladkým tratím: na evropském šampionátu ve Stockholmu v druhé polovině srpna 1958 zvítězil ve finále na 5 i 10 kilometrů. Zároveň se ve Stockholmu stal prvním Polákem, který na desetikilometrové trati dokázal prolomit hranici 29 minut. Díky výkonům na mistrovství Evropy se stal vítězem polské ankety Sportovec roku.
V roce 1959 ho postihlo další zranění: při utkání SRN-Polsko utrpěl na vodním příkopu těžký výron v kotníku. Proležel řadu týdnů, ale na olympijské hry v Římě se připravit dokázal.
Životního úspěchu dosáhl v roce 1960.
Nejdříve na utkání Ruské sovětské federativní socialistické republiky (RSFSR) s Polskem v ruské Tule překonal časem 8:31,4 světový rekord svého krajana Jerzyho Chromika na 3000 metrů překážek časem. Potom se v Římě stal olympijským vítězem na 3000 metrů překážek. Vítězným časem 8:34,31 navíc zlepšil čtyři roky starý olympijský rekord Chrise Brashera o sedm sekund. Na závěr olympijských her 1960 ještě obsadil sedmé místo v běhu na 10 000 metrů, opět v polském rekordu.
V roce 1961 se sice světový rekord na krátkou dobu dostal do rukou sovětského steeplaře Grigorije Tarana, ale ve stejném roce překonal Krzyszkowiak světový rekord podruhé - časem 8:30,4.
Aktivní běžecké činnosti zanechal v roce 1963, stal se však trenérem polských armádních atletů.
Jeho jméno nese atletický stadion v Bydhošti.

## Sportovní statistiky

### Osobní rekordy
- 1500 metrů 3:44,8 (Wałcz 20. 8. 1960)
- 3000 metrů 7:58,2 (Varšava 9. 6. 1957)
- 5000 metrů 13:51,6 (Tula 26. 6. 1960)
- 10 000 metrů 28:52,4 / elektronicky 28:52,75 (Řím 8. 9. 1960)
- 3000 metrů překážek 8:30,4 (Wałcz 10. 8. 1961)

### Světové rekordy
- 3000 metrů překážek 8:31,4, Tula 26. 6. 1960. V mezistátním atletickém utkání Ruské sovětské federativní socialistické republiky s Polskem vytvořil Krzyszkowiak v souboji s Nikolajem Sokolovem (druhý v čase 8:32,4) svůj první světový rekord. Na třetím místě doběhl Vladimir Jevdokimov (8:45,9), čtvrtý byl další Polák, Władysław Szwiertnia (9:05,0). Dvoje stopky naměřily Krzyszkowiakovi čas 8:31,4, jedny 8:31,3 - a světový rekrd by ratifikován jako 8:31,4. Přesto je někdy Krzyszkowiakův čas udáván jako 8:31,3
- 3000 metrů překážek 8:30,4, Wałcz 10. 8. 1961. V závodě, ve kterém Krzyszkowiak soupeřil pouze s domácí konkurencí (na druhém místě doběhl v čase 9:00,0 Edward Motyl), se podařilo Krzyszkowiakovi zlepšit o 0,8 sekundy světový rekord vytvořený sovětským běžcem Grigorijem Taranem 28. 5. 1961 v Kyjevě.

### 10 nejlepších výkonů
3000 m překážek muži
| Čas     | Pořadí | Místo závodu | Datum             | Poznámka                                 |
| ------- | ------ | ------------ | ----------------- | ---------------------------------------- |
| 8:30,4  | 1      | Wałcz        | 10. srpna 1961    |                                          |
| 8:31,4  | 1      | Tula         | 26. června 1960   | mezistátní atletické utkání RSFSR-Polsko |
| 8:32,6  | 1      | Varšava      | 29. července 1961 |                                          |
| 8:33,6  | 2      | Varšava      | 2. srpna 1958     |                                          |
| 8:34,31 | 1      | Řím          | 3. září 1960      | olympijské hry                           |
| 8:35,0  | 1      | Varšava      | 2. října 1960     |                                          |
| 8:37,9  | 1      | Chicago      | 1. července 1962  |                                          |
| 8:41,0  | 1      | Varšava      | 13. října 1958    |                                          |
| 8:41,6  | 2      | Moskva       | 7. července 1958  |                                          |
| 8:41,6  | 2      | Helsinky     | 6. července 1961  |                                          |

### Výkony v jednotlivých sezónách
3000 m překážek muži
(v závorce pořadí ve světových tabulkách příslušného roku)
- 1949 – 9:59,6
- 1950 – 9:58,4
- 1951 – 9:50,4
- 1952 – 9:13,6 (44)
- 1953 – 9:03,2
- 1956 – 8:48,29 (15)
- 1957 – 8:48,8 (7)
- 1958 – 8:33,6 (2)
- 1959 – 8:46,4 (12)
- 1960 – 8:31,4 (1)
- 1961 – 8:30,4 (1)
- 1962 – 8:37,9 (7)
- 1963 – 9:06,4